# Chiến tranh Nga – Ukraina
Chiến tranh Nga – Ukraina là một cuộc  xung đột vũ trang đang diễn ra bắt đầu vào tháng 2 năm 2014, chủ yếu liên quan đến Nga và các lực lượng thân Nga, và mặt khác là Ukraina. Xung đột ban đầu tập trung vào tình trạng của Krym và các khu vực Donbas, được quốc tế công nhận là một phần của Ukraina. Xung đột bao gồm Nga sáp nhập Krym (2014), chiến tranh Donbas (2014 đến nay), sự cố hải quân, chiến tranh mạng, căng thẳng chính trị và Nga điều động quân đội gần biên giới với Ukraina từ năm 2021. Nga đưa quân vào các khu vực do phe ly khai kiểm soát vào ngày 22 tháng 2 năm 2022. Điều này lên đến đỉnh điểm khi Nga xâm lược Ukraina vào ngày 24 tháng 2.
Sau cuộc biểu tình Euromaidan và cách chức sau đó của Tổng thống Ukraine Viktor Yanukovych vào ngày 22 tháng 2 năm 2014, và giữa tình hình bất ổn thân Nga ở Ukraina, binh sĩ Nga không mang quân hàm đã kiểm soát các vị trí chiến lược và cơ sở hạ tầng trong lãnh thổ Krym của Ukraina. Vào ngày 1 tháng 3 năm 2014, Hội đồng Liên bang của Liên bang Nga đã nhất trí thông qua một nghị quyết yêu cầu Tổng thống Nga Vladimir Putin sử dụng lực lượng quân sự ở Ukraina. Nghị quyết được thông qua vài ngày sau đó, sau khi bắt đầu chiến dịch quân sự của Nga trên "Sự trở lại của Crimea". Sau đó, Nga sáp nhập Krym sau một cuộc trưng cầu dân ý bị chỉ trích rộng rãi với kết quả là Cộng hòa tự trị Crimea gia nhập Liên bang Nga. Vào tháng 4, các cuộc biểu tình của các nhóm thân Nga ở khu vực Donbas của Ukraina đã leo thang thành một cuộc chiến giữa chính phủ Ukraine và lực lượng ly khai do Nga hậu thuẫn bao gồm Cộng hòa Nhân dân Donetsk và Cộng hòa Nhân dân Luhansk. Vào tháng 8, các phương tiện quân sự của Nga đã vượt qua biên giới ở một số địa điểm của tỉnh Donetsk. Cuộc tấn công của quân đội Nga được coi là nguyên nhân dẫn đến thất bại của các lực lượng Ukraina vào đầu tháng 9.
Vào năm 2022, Liên bang Nga chính thức tấn công Ukraina trên toàn diện.

## Hoàn cảnh

### Nền độc lập của Ukraina và Cách mạng Cam
Sau sự tan rã của Liên Xô (USSR) vào năm 1991, Ukraina và Nga duy trì mối quan hệ gần gũi. Năm 1994, Ukraina đồng ý gia nhập Hiệp ước Ngừng phổ biến Vũ khí Hạt nhân như một quốc gia không sở hữu vũ khí hạt nhân. Các vũ khí hạt nhân trước đây của Liên Xô tại Ukraina đã được loại bỏ và phá hủy. Như một phần của thỏa thuận, Nga, Vương quốc Anh và Hoa Kỳ đồng ý bảo vệ tính toàn vẹn lãnh thổ và độc lập chính trị của Ukraina thông qua Biên bản Budapest về Bảo đảm An ninh. Năm 1999, Nga là một trong những bên ký kết Hiến chương An ninh Châu Âu, "khẳng định quyền của mỗi Quốc gia được tự do chọn lựa hoặc thay đổi các ưu tiên an ninh của mình, bao gồm việc tham gia hiệp ước an ninh hoặc liên minh quân sự do." Trong những năm sau khi Liên Xô tan rã, một số quốc gia thuộc khối Đông Âu trở thành thành viên của NATO, một phần là do đáp ứng đối phó với các mối đe dọa an ninh khu vực liên quan đến Nga như cuộc khủng hoảng hiến pháp Nga năm 1993, Chiến tranh ở Abkhazia (1992–1993) và Chiến tranh Chechnya lần thứ nhất (1994–1996). Sau này tổng thống Nga Putin đã khẳng định rằng các cường quốc phương Tây đã phá vỡ các lời hứa không để cho bất kỳ quốc gia Đông Âu nào tham gia NATO sau khi Liên Xô tan rã.
Cuộc bầu cử tổng thống Ukraina năm 2004 đã gây ra nhiều tranh cãi. Trong chiến dịch bầu cử, ứng cử viên đối lập Viktor Yushchenko đã bị ngộ độc bởi dioxin TCDD ; sau đó, ông buộc tội Nga liên quan đến vụ việc. Vào tháng 11, Thủ tướng Viktor Yanukovych được công bố là người chiến thắng, mặc dù có những cáo buộc về gian lận bỏ phiếu từ các quan sát viên bầu cử . Trong khoảng thời gian hai tháng sau khi công bố kết quả mà sau này được biết tới với tên gọi Cách mạng Cam, các cuộc biểu tình ôn hoà lớn nổ ra đã thành công trong việc đặt ra dấu hỏi về tính minh bạch của cuộc bầu cử và yêu cầu bầu cử lại. Sau khi Tòa án Tối cao Ukraina hủy bỏ kết quả ban đầu do xác nhận có sự gian lận bầu cử, một vòng tái bầu cử đã được tổ chức, đưa Yushchenko lên nắm quyền tổng thống và Yulia Tymoshenko lên nắm quyền thủ tướng, đồng thời đẩy Yanukovych trở thành lãnh đạo phe đối lập . Cách mạng Cam thường được nhóm chung với các phong trào biểu tình đầu thế kỷ 21 khác, đặc biệt là trong các nước thuộc Liên Xô cũ, được gọi là các cuộc cách mạng màu. Theo Anthony Cordesman, các sĩ quan quân sự Nga coi các cuộc cách mạng màu là nỗ lực của Mỹ và các quốc gia châu Âu để gây bất ổn các nước láng giềng của Nga và làm suy yếu an ninh của chính nước Nga. Tổng thống Nga Vladimir Putin buộc tội nhà tổ chức của các cuộc biểu tình tại Nga trong giai đoạn 2011–2013 là các cố vấn trước đây của Yushchenko, và mô tả cuộc biểu tình như một cố gắng thúc đẩy Cách mạng Cam sang Nga. Các cuộc biểu tình ủng hộ Putin trong thời kỳ này được gọi là "phản đối Cách mạng Cam".
Tại Hội nghị thượng đỉnh Bucharest năm 2008, Ukraina và Gruzia đã cố gắng tìm cách để gia nhập NATO. Phản ứng giữa các thành viên NATO lúc này bị chia rẽ. Các quốc gia Tây Âu phản đối việc cung cấp Kế hoạch Hành động Thành viên (MAP) cho Ukraina và Gruzia để tránh khiến Nga bực tức, trong khi Tổng thống Mỹ George W. Bush thúc đẩy  việc chấp nhận họ vào tổ chức. NATO cuối cùng từ chối cung cấp MAP cho Ukraina và Gruzia, nhưng cũng phát đi một tuyên bố đồng ý rằng "những quốc gia này sẽ trở thành thành viên của NATO" vào một thời điểm nào đó trong tương lai. Putin mạnh mẽ phản đối việc Gruzia và Ukraina gia nhập NATO. Đến tháng 1 năm 2022, khả năng Ukraina gia nhập NATO vẫn là một điều xa vời.
Năm 2009, Yanukovych thông báo ý định của mình sẽ tái tranh cử tổng thống trong cuộc bầu cử tổng thống Ukraina năm 2010, mà ông sau này đã chiến thắng. Vào tháng 11 năm 2013, một làn sóng biểu tình lớn, ủng hộ Liên minh châu Âu, bùng nổ làm phản đối quyết định đột ngột của Yanukovych không ký Hiệp ước Hợp tác EU–Ukraina, thay vào đó chọn quan hệ gần gũi hơn với Nga và Liên minh Kinh tế Á Âu. Vào ngày 22 tháng 2 năm 2013, Quốc hội Ukraina đã phê chuẩn một cách áp đảo việc hoàn thiện hiệp ước của Ukraina với Liên minh châu Âu. Sau đó, Nga gây áp lực cho Ukraina từ chối hiệp ước này bằng cách đe dọa trừng phạt. Cố vấn Kremlin Sergei Glazyev tuyên bố nếu hiệp ước được ký, Nga sẽ không còn có thể đảm bảo an ninh cho Ukraina.